# Просапні культури
Просапні́ культу́ри — сільськогосподарські рослини, для нормального розвитку і росту яких необхідні більша площа живлення рослин, ніж для культур звичайного рядкового і вузькорядного посіву, та міжрядний обробіток ґрунту. 
До просапних культур, що їх вирощують в Україні, належать цукрові буряки, кукурудза, соняшник, картопля, рицина, гречка, кормові буряки, переважна більшість овочевих культур тощо. Багато просапних культур сіють пунктирним способом з широкими міжряддями, деякі — висаджують розсадою. Наявність просапних культур у сівозміні підвищує її ефективність та культуру землеробства.